# Contamine-Sarzin
Pour les articles homonymes, voir Contamine.
Contamine-Sarzin est un village du département de la Haute-Savoie dans la région Auvergne-Rhône-Alpes, en France.

## Géographie
Le village est situé dans la vallée des Usses, au sud-est de la montagne Vuache, et est tourné vers le val des Usses.
La vallée des Usses, bénéficie d'un climat doux et ensoleillé, avec un relief vallonné, traversé par des torrents et la rivière des Usses. La montagne de Vuache est une chaîne dorsale de 13 km de long sur 1,5 km de large d'altitude 700 à 1 101 m (mont Vuache), délimitant l'extrême sud-ouest du bassin genevois.

## Urbanisme

### Typologie
Au 1er janvier 2024, Contamine-Sarzin est catégorisée commune rurale à habitat dispersé, selon la nouvelle grille communale de densité à sept niveaux définie par l'Insee en 2022.
Elle est située hors unité urbaine. Par ailleurs la commune fait partie de l'aire d'attraction de Genève - Annemasse (partie française), dont elle est une commune de la couronne,. Cette aire, qui regroupe 158 communes, est catégorisée dans les aires de 700 000 habitants ou plus (hors Paris),.

### Occupation des sols
L'occupation des sols de la commune, telle qu'elle ressort de la base de données européenne d’occupation biophysique des sols Corine Land Cover (CLC), est marquée par l'importance des territoires agricoles (55,8 % en 2018), en augmentation par rapport à 1990 (53,6 %). La répartition détaillée en 2018 est la suivante : 
zones agricoles hétérogènes (37,1 %), forêts (35,5 %), prairies (18,7 %), zones urbanisées (8,6 %).
L'IGN met par ailleurs à disposition un outil en ligne permettant de comparer l’évolution dans le temps de l’occupation des sols de la commune (ou de territoires à des échelles différentes). Plusieurs époques sont accessibles sous forme de cartes ou photos aériennes : la carte de Cassini (XVIIIe siècle), la carte d'état-major (1820-1866) et la période actuelle (1950 à aujourd'hui).

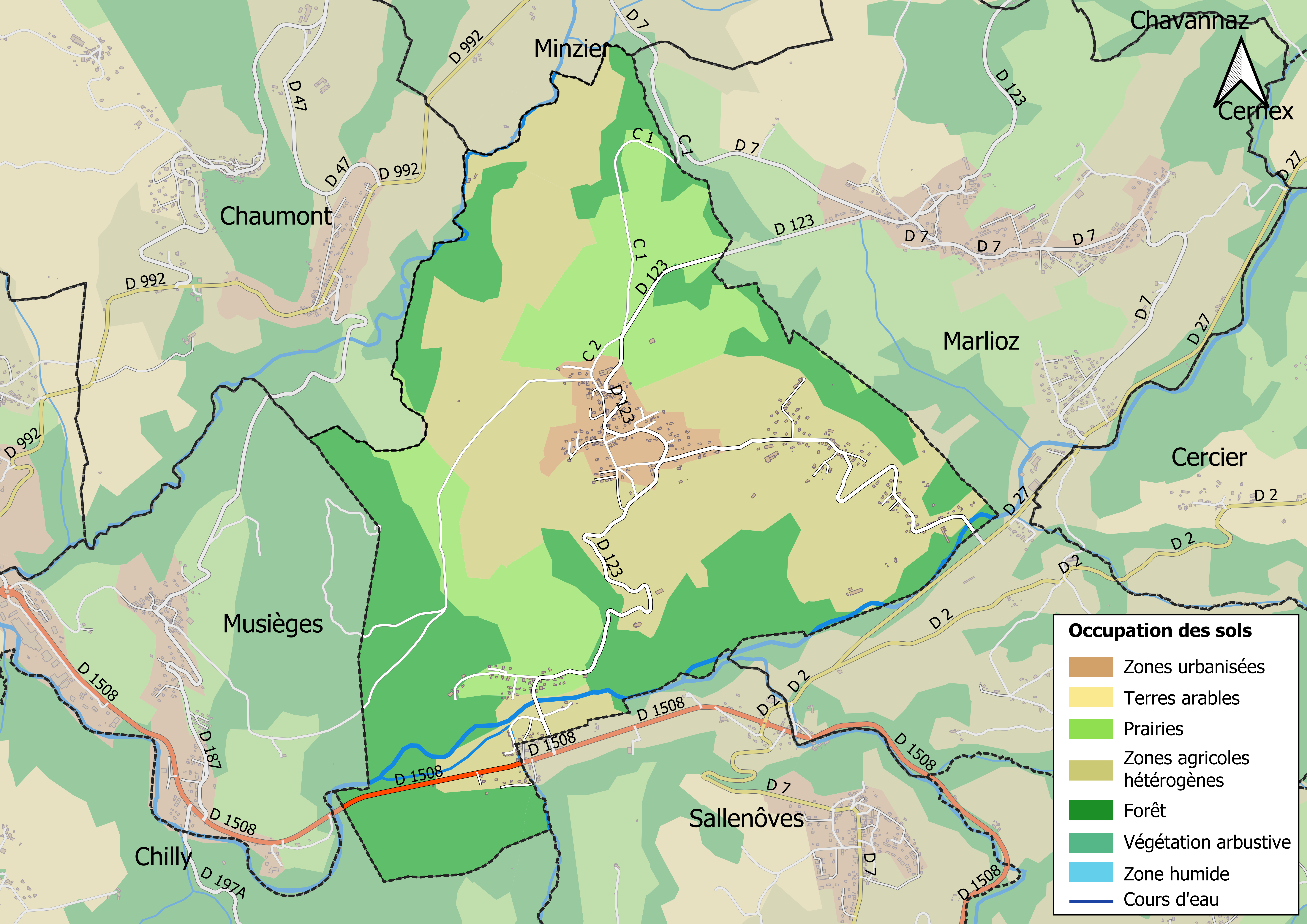
Carte des infrastructures et de l'occupation des sols en 2018 (CLC) de la commune.
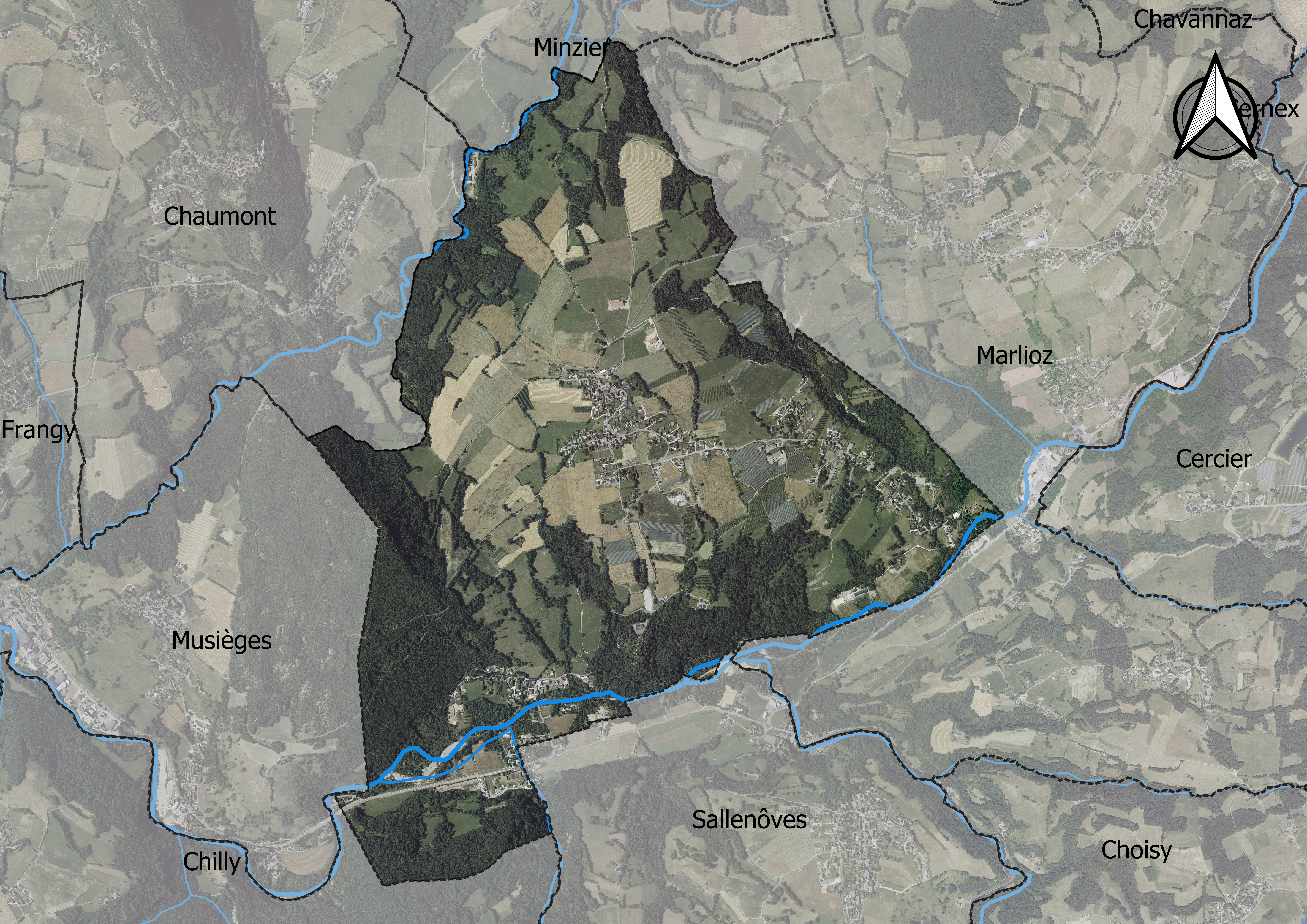
Carte orthophotogrammétrique de la commune.

## Toponymie
Le nom de la commune est Contamine-Sarzin depuis 1913.
Contamine était l'appellation ancienne, à l'exception de la période de 1780 à 1793 où elle devient Contamines-en-Genevois et de 1801 à 1815 où elle porte le nom de Contamine-sous-Marlioz.
Le nom de Contamine vient du latin du Moyen Âge condominia, le cum dominium signifiant « avec, droit de propriété », qui a donné le vieux français condémine, qui a donné le terme juridique de condominium. Juridiquement, le sens a évolué et a eu plusieurs significations : propriété en indivision, bailliage à une communauté rurale ou terres cultivées en commun.
Le nom de Sarzin pourrait avoir plusieurs significations :
- 1- du bas-latin sarraceni qui désigne les peuples arabes ou sarragin, sobriquet utilisé pour désigner une personne de teint foncé, peut-être une particularité du premier propriétaire du domaine ou d'occupants ultérieurs.
- 2- un endroit où l'on cultive le sarrasin (Fagopyrum esculentum), plante alimentaire appelée aussi blé noir.
- 3- du nom d'un colon burgonde comme Sarso, Sarizo ou Sarigîs.
- 4- par rapport aux caractères géographiques du lieu : du bas-latin serrata (vallée resserrée), ou du gaulois segano (fort) qui a donné seganona, sanuna, sarona et sarine, et du bas latin insula (île). Un endroit du hameau de Sarzin se nomme d'ailleurs aux îles. Ce qui donnerait le lieu où la vallée est resserrée et où il y a des îles.

En francoprovençal, le nom de la commune s'écrit Kontamnà, selon la graphie de Conflans.

## Histoire
- Présence préhistorique et protohistorique (2 sites archéologiques).
- En 1936, 1937 et 1938, 3 forages de prospection pétrolière ont été effectués par la Société Alsacienne des Carburants au pied du mont de Musièges. Ces recherches ont permis de localiser des zones imprégnés de pétrole mais jugées en quantité insuffisante pour justifier une exploitation[8].

## Politique et administration
| Période   | Période   | Identité           | Étiquette | Qualité |
| --------- | --------- | ------------------ | --------- | ------- |
| 1860      | 1870      | Jean-Batiste Menu  | ...       | ...     |
| 1861      | 1870      | Jacques Masson     | ...       | ...     |
| 1870      | 1871      | François Menu      | ...       | ...     |
| 1871      | 1874      | Jean Chamosset     | ...       | ...     |
| 1874      | 1876      | Jean Veyrat        | ...       | ...     |
| 1876      | 1879      | François Menu      | ...       | ...     |
| 1879      | 1909      | Jean Chamosset     | ...       | ...     |
| 1909      | 1925      | Joseph Mossat      | ...       | ...     |
| 1925      | 1944      | François Chamosset | ...       | ...     |
| 1944      | 1947      | Jean Gojon         | ...       | ...     |
| 1947      | 1959      | Robert Chamosset   | ...       | ...     |
| 1959      | 1977      | Jean Gojon         | ...       | ...     |
| 1977      | juin 1995 | Pierre Brand       | ...       | ...     |
| juin 1995 | juin 2020 | Alain Chamosset    | UMP-LR    | ...     |
| juin 2020 | En cours  | Georges Canicatti  |           |         |

## Économie

### Tourisme
La commune est située 23 km au nord-ouest d'Annecy, à 8 km avant Frangy. Elle est desservie par :
- la RD 1508 section Annecy - Bellegarde-sur-Valserine, et RD 123 ;
- l'autoroute A40, sortie « Éloise » (16 km) ou l'autoroute A41, sortie « Annecy-nord » (23 km), entrée « Copponex » (vers Genève 10 km) ;
- le TGV ou TER dans les gares de Bellegarde-sur-Valserine (23 km), Seyssel (20 km), Annecy (23 km) ;
- l'aéroport international de Genève-Cointrin (31 km) ou l'aéroport régional d'Annecy (22 km).

## Démographie
Les habitants de la commune sont appelés les Contaminois.
L'évolution du nombre d'habitants est connue à travers les recensements de la population effectués dans la commune depuis 1793. Pour les communes de moins de 10 000 habitants, une enquête de recensement portant sur toute la population est réalisée tous les cinq ans, les populations de référence des années intermédiaires étant quant à elles estimées par interpolation ou extrapolation. Pour la commune, le premier recensement exhaustif entrant dans le cadre du nouveau dispositif a été réalisé en 2007.

En 2022, la commune comptait 737 habitants, en évolution de +6,5 % par rapport à 2016 (Haute-Savoie : +6,01 %, France hors Mayotte : +2,11 %).
| 1793 | 1800 | 1806 | 1822 | 1838 | 1848 | 1858 | 1861 | 1866 |
| ---- | ---- | ---- | ---- | ---- | ---- | ---- | ---- | ---- |
| 301  | 355  | 364  | 404  | 399  | 436  | 449  | 451  | 480  |

| 1872 | 1876 | 1881 | 1886 | 1891 | 1896 | 1901 | 1906 | 1911 |
| ---- | ---- | ---- | ---- | ---- | ---- | ---- | ---- | ---- |
| 448  | 445  | 472  | 435  | 406  | 417  | 382  | 331  | 303  |

| 1921 | 1926 | 1931 | 1936 | 1946 | 1954 | 1962 | 1968 | 1975 |
| ---- | ---- | ---- | ---- | ---- | ---- | ---- | ---- | ---- |
| 224  | 234  | 219  | 219  | 207  | 205  | 181  | 149  | 158  |

| 1982 | 1990 | 1999 | 2006 | 2007 | 2012 | 2017 | 2022 | - |
| ---- | ---- | ---- | ---- | ---- | ---- | ---- | ---- | - |
| 190  | 293  | 350  | 512  | 536  | 589  | 704  | 737  | - |

## Équipements
- Salle des fêtes communale.

## Culture locale et patrimoine

### Lieux et monuments

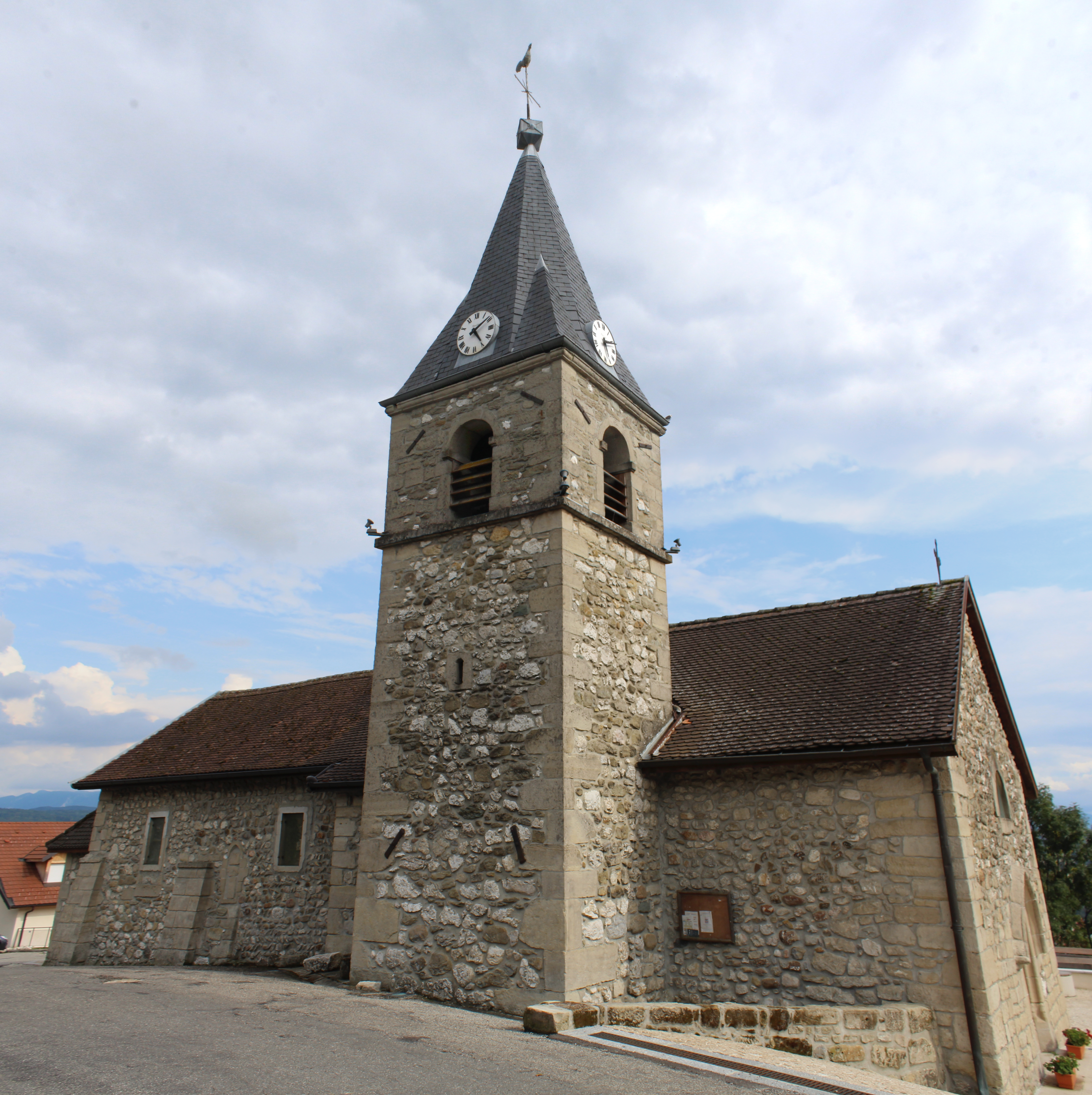
Église Sainte-Foy.

- Église paroissiale dédiée à sainte Foi ou Foy (gothique, modifiée, XVIIe siècle voire XVIIIe siècle), Raymond Oursel donne Notre-Dame[13]
- Montée de Saint-Loup, restaurée en 2017[14]

### Héraldique
| Blason de Contamine-Sarzin | Blason  | De gueules à la croix d'argent (de Savoie), à la bande d'azur chargée de trois coquilles d'or à plomb, brochant. |
| Blason de Contamine-Sarzin | Détails | Les coquilles honorent les pèlerins passant par le lieu, la bande d'azur rappelle les Usses et le Chamaloup, le champ, bien sûr, les armes de Savoie. Armoiries composées par Jean-François Binon, adoptées par la municipalité le 29 juin 2017. |